# 配位数
化学・物理学における配位数 (coordination number) とは、分子及び結晶中の中心原子からみた最隣接原子の数である。
化学において配位数は、注目している原子に結合している原子の数である。
物理学の分野においては明確に結合を定義することが出来ないので、単純化されたモデルが用いられる。結晶中の原子を剛体球と考え、注目している原子に接する原子の数が配位数となる。
例えば体心立方格子構造・面心立方格子構造・六方最密充填構造の単結晶の配位数はそれぞれ8、12、12となる。
単結晶以外の準結晶や液体、アモルファスについては配位数を明確に数えることはできない。このときの（第一）配位数は、原子を剛体球と見なしたうえで、注目する原子の表面から動径方向へ原子1個分の距離の範囲内に、正味いくつ分の原子があるかを数えることで定義される。
配位数の数で次のように分けられる。
| 配位数 | 分子構造                 | 例                                 | 化学式                                                               |
| 2      | 直線形                   | 塩化水銀イオン ジメチル水銀        | [HgCl2]- Hg(CH3)2                                                    |
| 3      | 三角形                   | トリシクロヘキシルホスフィン       | {Pt[P(C6H11)3]3}                                                     |
| 4      | 四面体形                 | 塩化ベリリウムイオン               | [BeCl4]-                                                             |
| 4      | 四面体形                 | 臭化アルミニウムイオン             | [AlBr4]-                                                             |
| 4      | 四面体形                 | 塩化ヒ素イオン                     | [AsCl4]-                                                             |
| 4      | 平面四角形               | シアノニッケル(II)酸イオン         | [Ni(CN4)]-                                                           |
| 4      | 平面四角形               | トリフェニルホスフィノ塩化ラジウム | [RhCl(C18H15P)3]                                                     |
| 5      | 四角錐形                 |                                    |                                                                      |
| 5      | 三角両錐形               |                                    | {CoBrN[CH2CH2N(CH3)2]3}2+ (三脚配位子 (en: Tripodal ligand)という。) |
| 6      | 八面体形                 |                                    |                                                                      |
| 7      | 五方両錐形               |                                    |                                                                      |
| 7      | キャップ八面体形         |                                    |                                                                      |
| 7      | キャップ三角プリズム形   |                                    |                                                                      |
| 8      | 四角反プリズム形         |                                    | [Mo(CN)8]3-                                                          |
| 8      | 十二面体形               |                                    | [Zr(C2O4)4]4-                                                        |
| 9      | キャップ四角反プリズム形 |                                    | [ReH9]2-                                                             |
| 10     |                          |                                    | [Th(C2O4)4(OH2)2]4-                                                  |
| 11     |                          | 硝酸トリウム                       | [Th(NO3)4(OH2)3]                                                     |
| 12     |                          |                                    | [Ce(NO3)6]2-                                                         |